# ماركو أنطونيو سيرنا دياز
ماركو أنطونيو سيرنا دياز (بالإسبانية: Marco Antonio Serna Díaz) هو عالم طيور كولومبي، ولد في 11 يوليو 1936 في سان فيسينتي في كولومبيا، وتوفي في 31 ديسمبر 1991 في أيابيل ‏ في كولومبيا.